# 1270 w literaturze
Wydarzenia literackie w 1270 roku.

## Urodzili się
- Cino da Pistoia, włoski poeta (zm. 1336)